# Finlands presidents tjänstebil

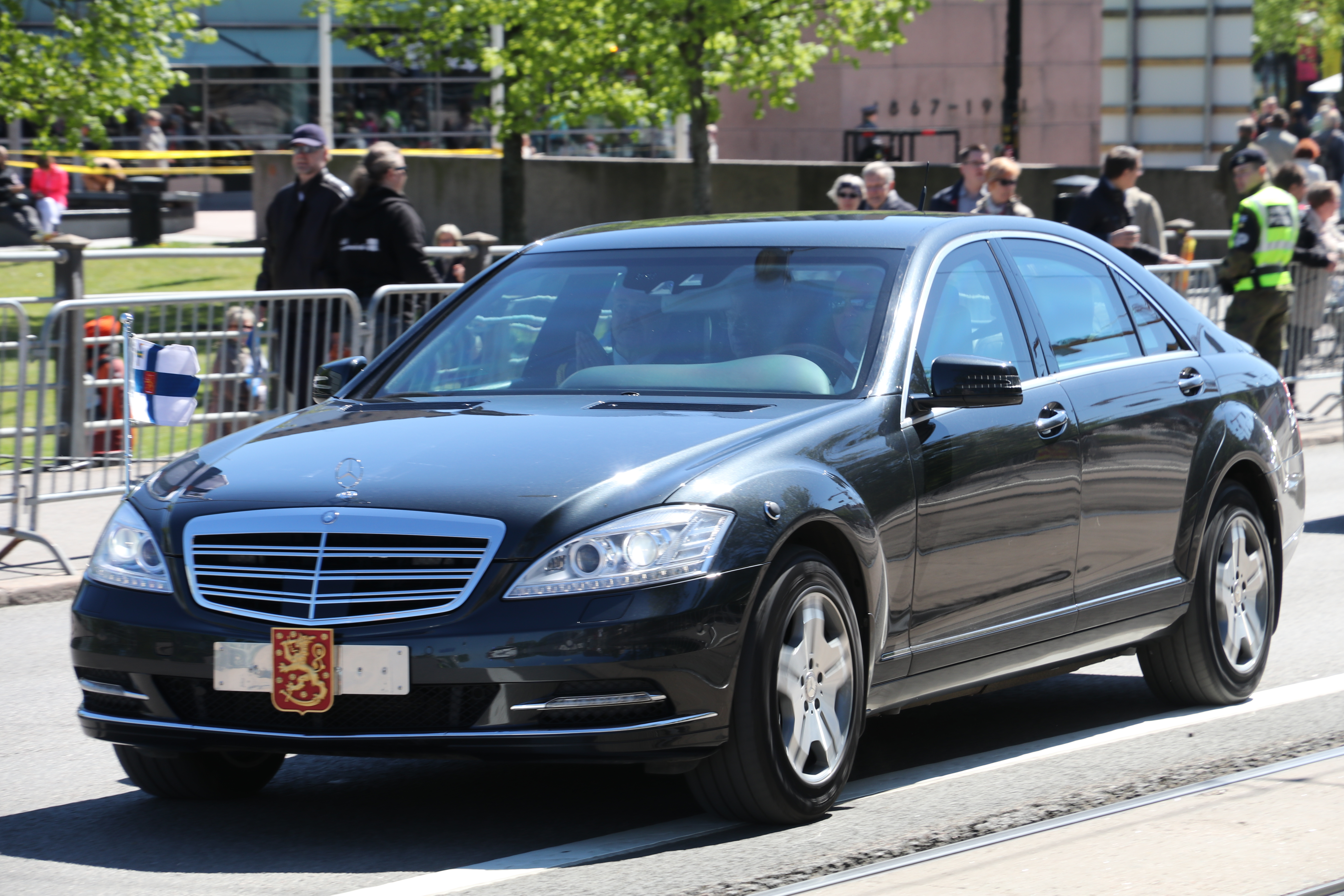
Presidentens bil 2017 med Finlands riksvapen framtill.

Finlands presidents tjänstebil är en bepansrad Mercedes-Benz Guard S600 L.
Genom åren har många olika bilar använts. 

## Bildgalleri

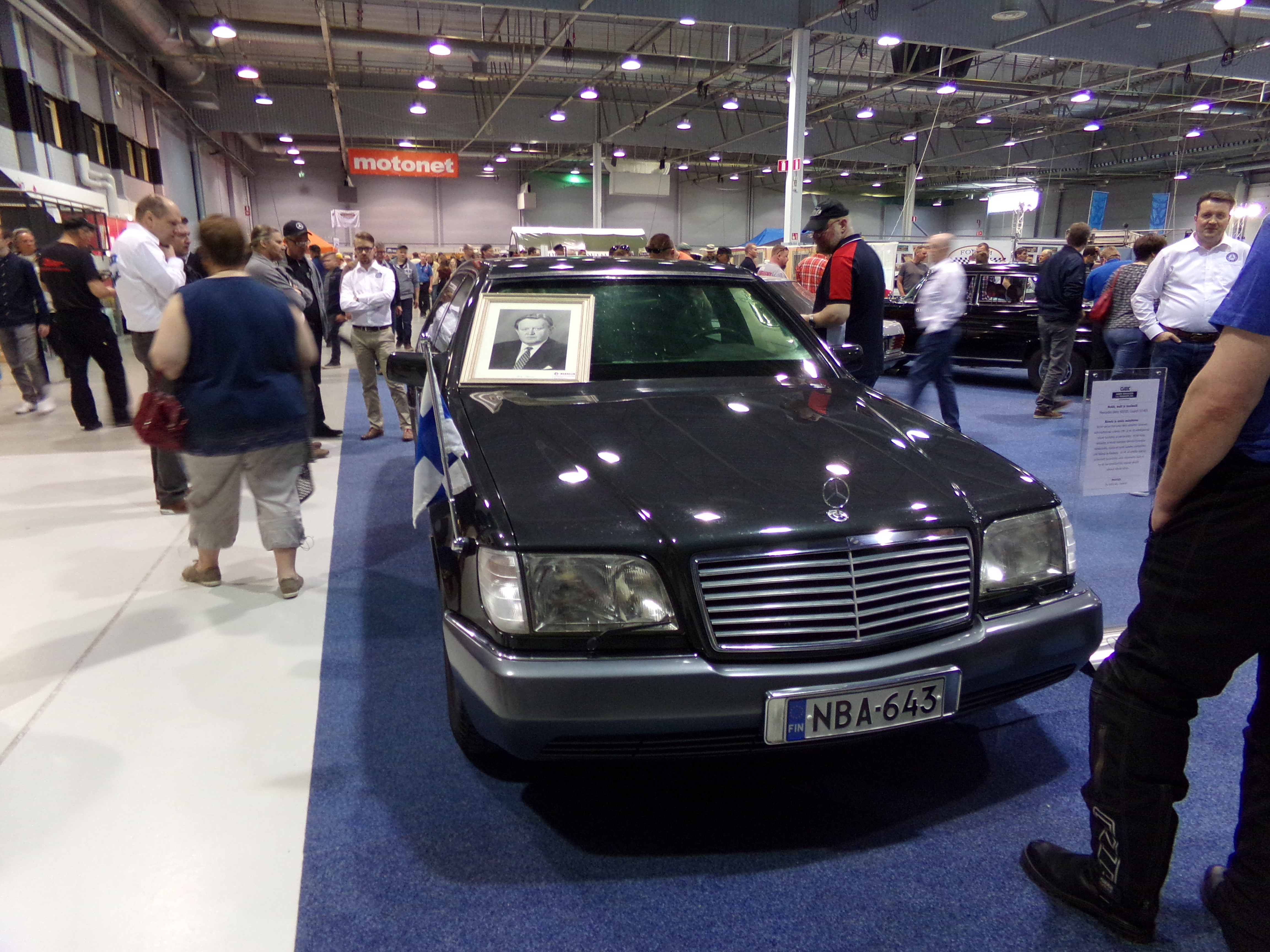
Ahtisaaris Mercedes-Benz S
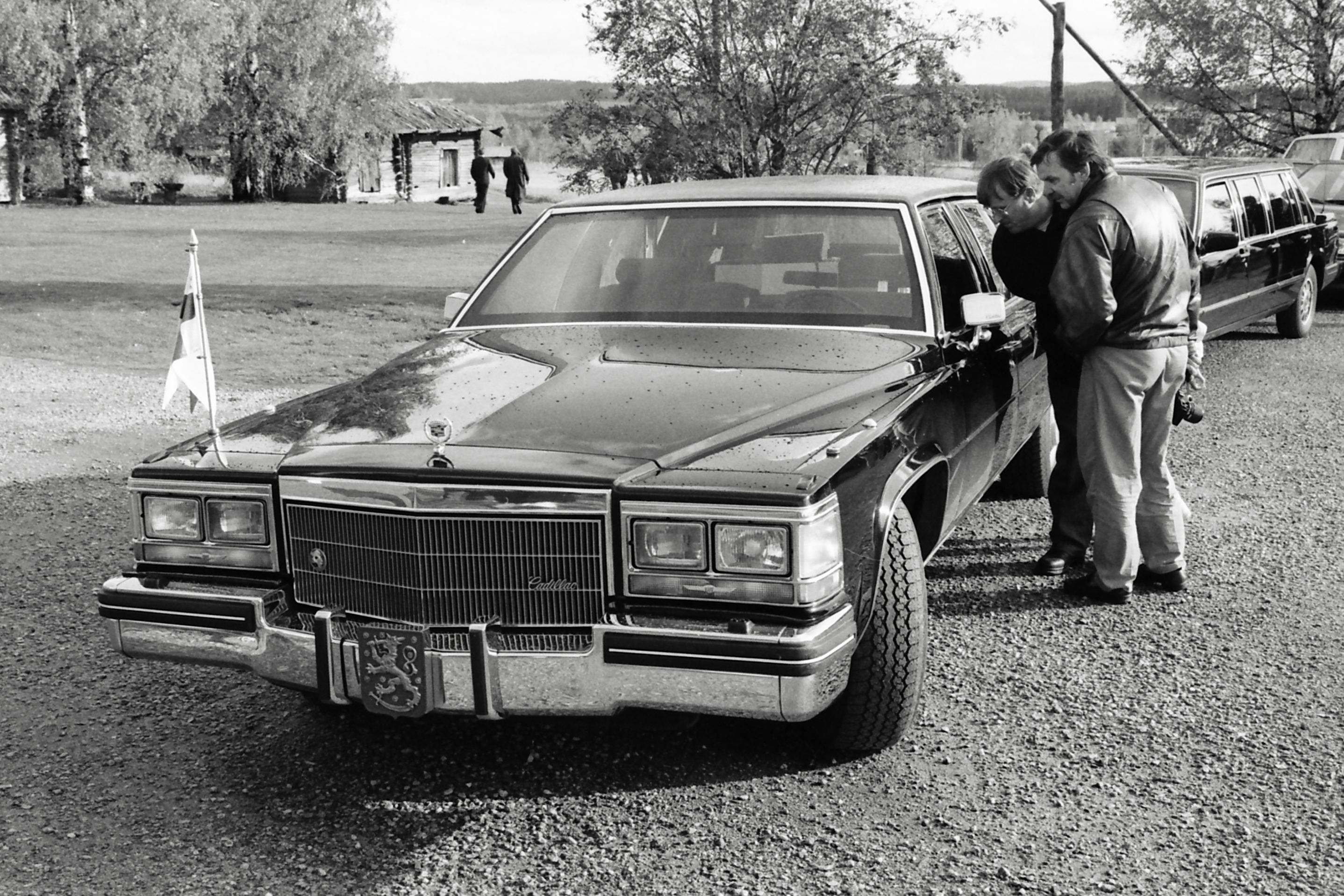
Mauno Koivisto hade en Cadillac 1991.
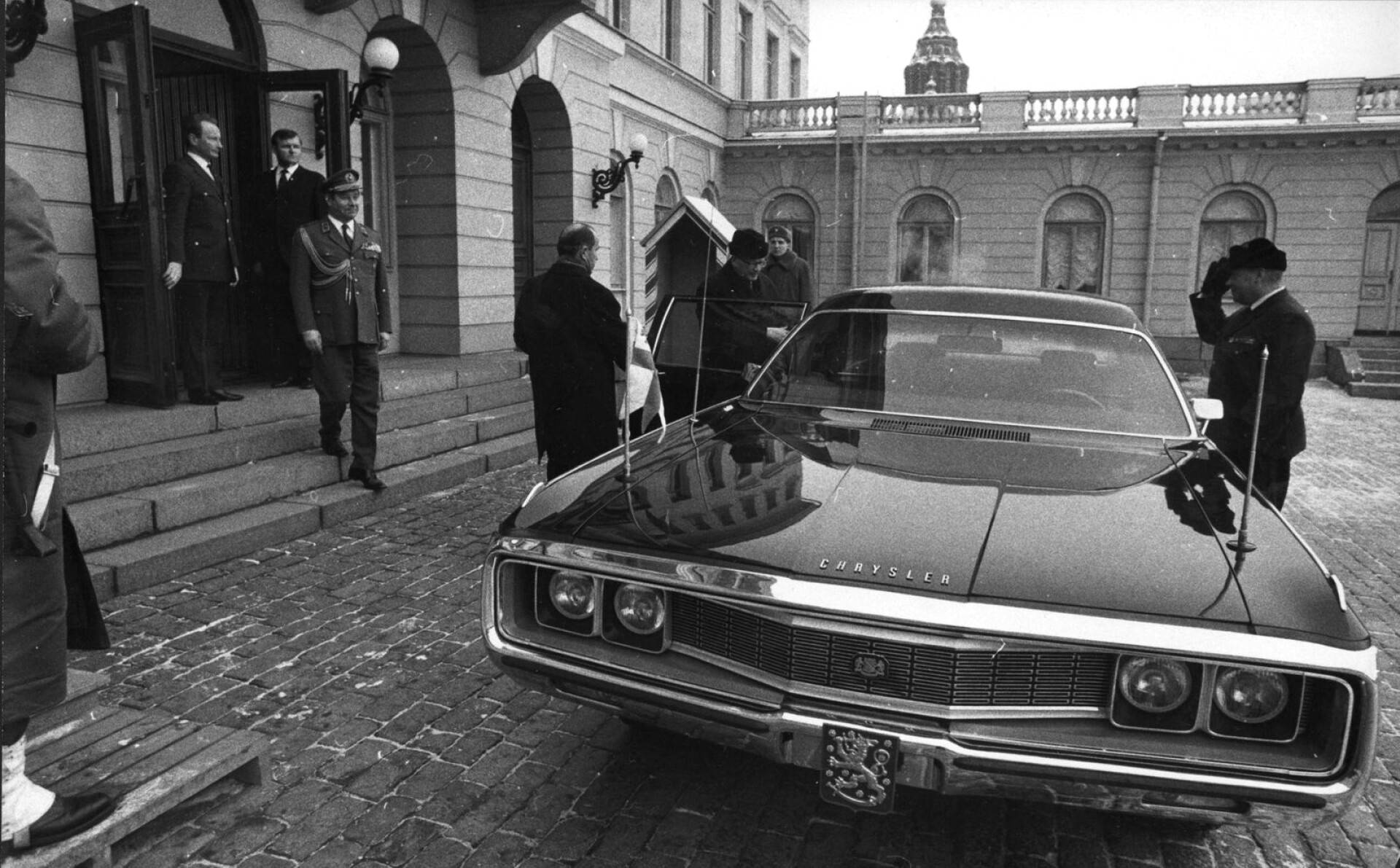
Kekkonens Chrysler New Yorker (1972)
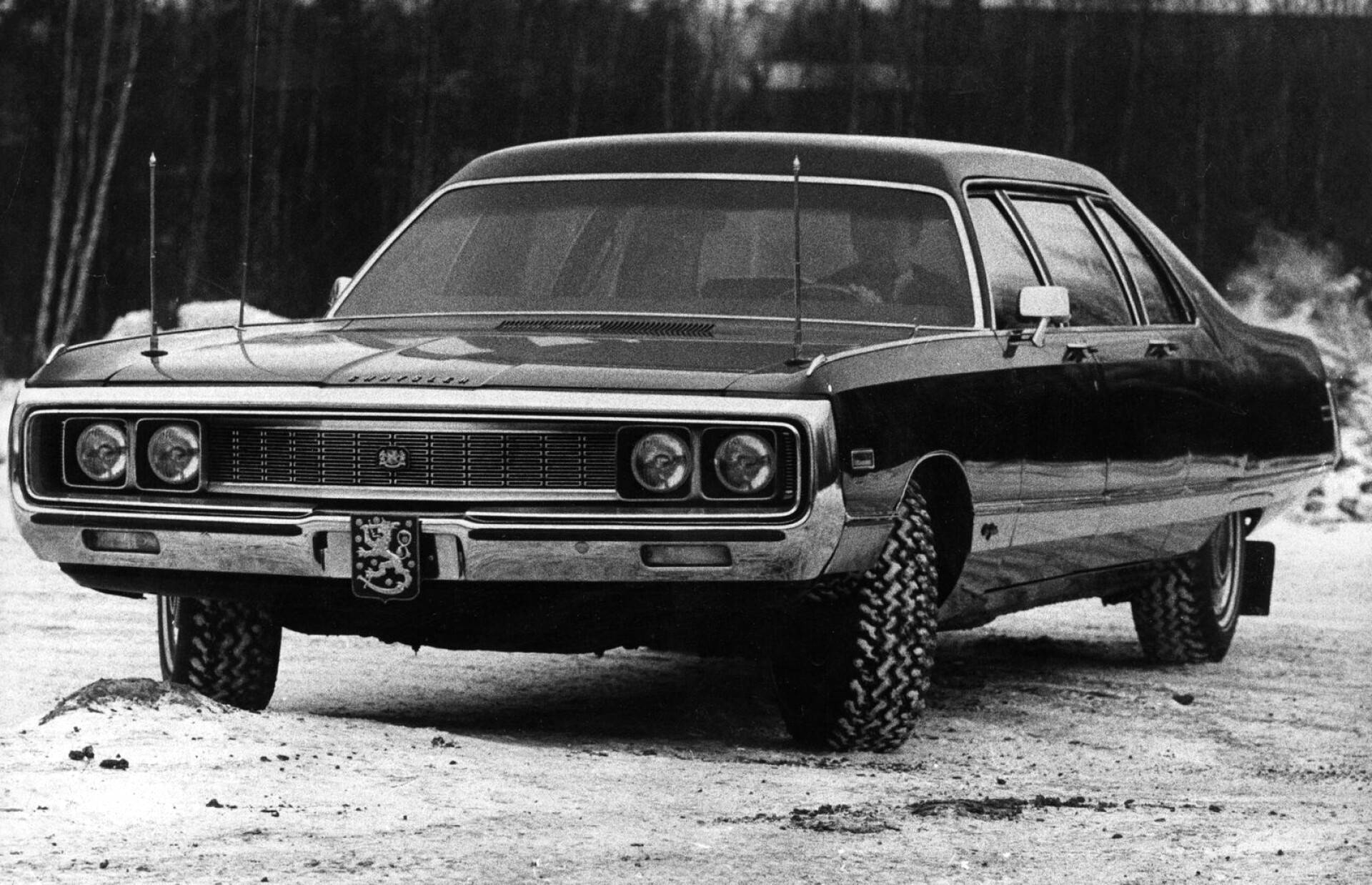
Kekkonens Chrysler New Yorker (1972)
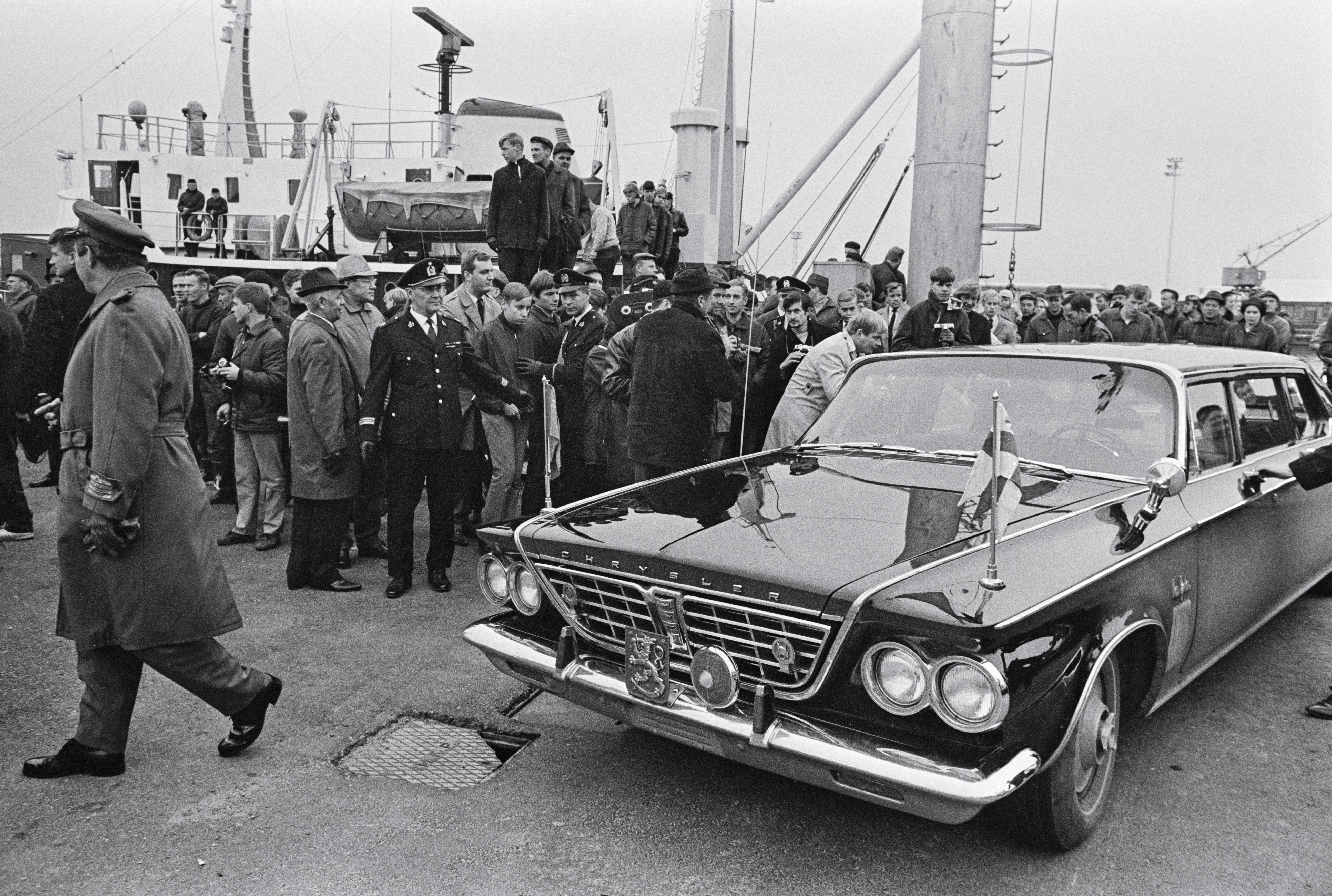
Kekkonens Chrysler New Yorker (1968)
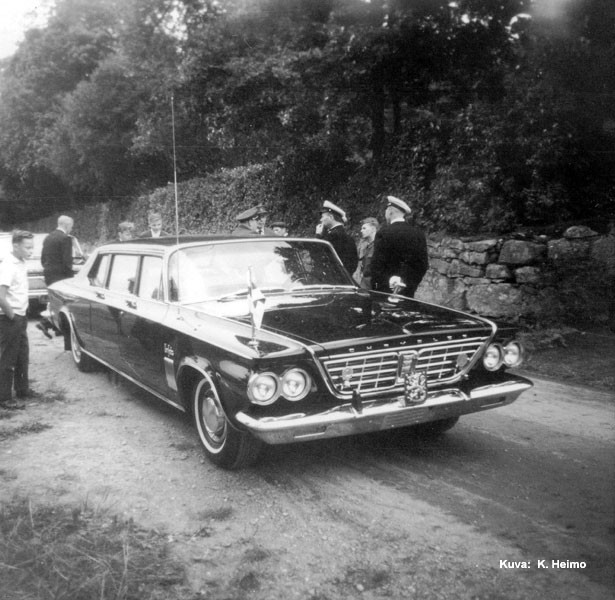
Kekkonens bil år 1963
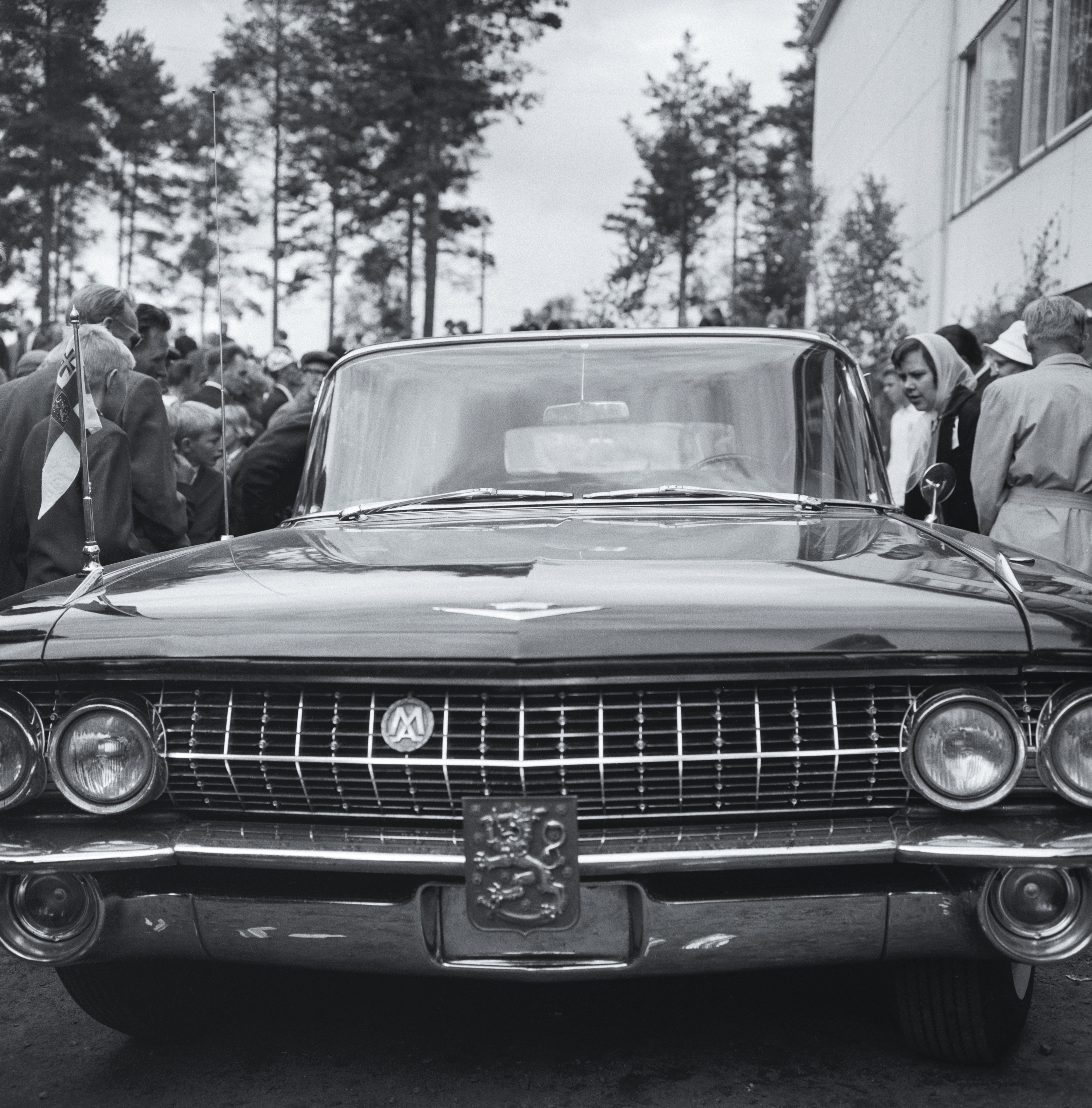
Kekkonens Cadillac Fleetwood 75 Imperial.
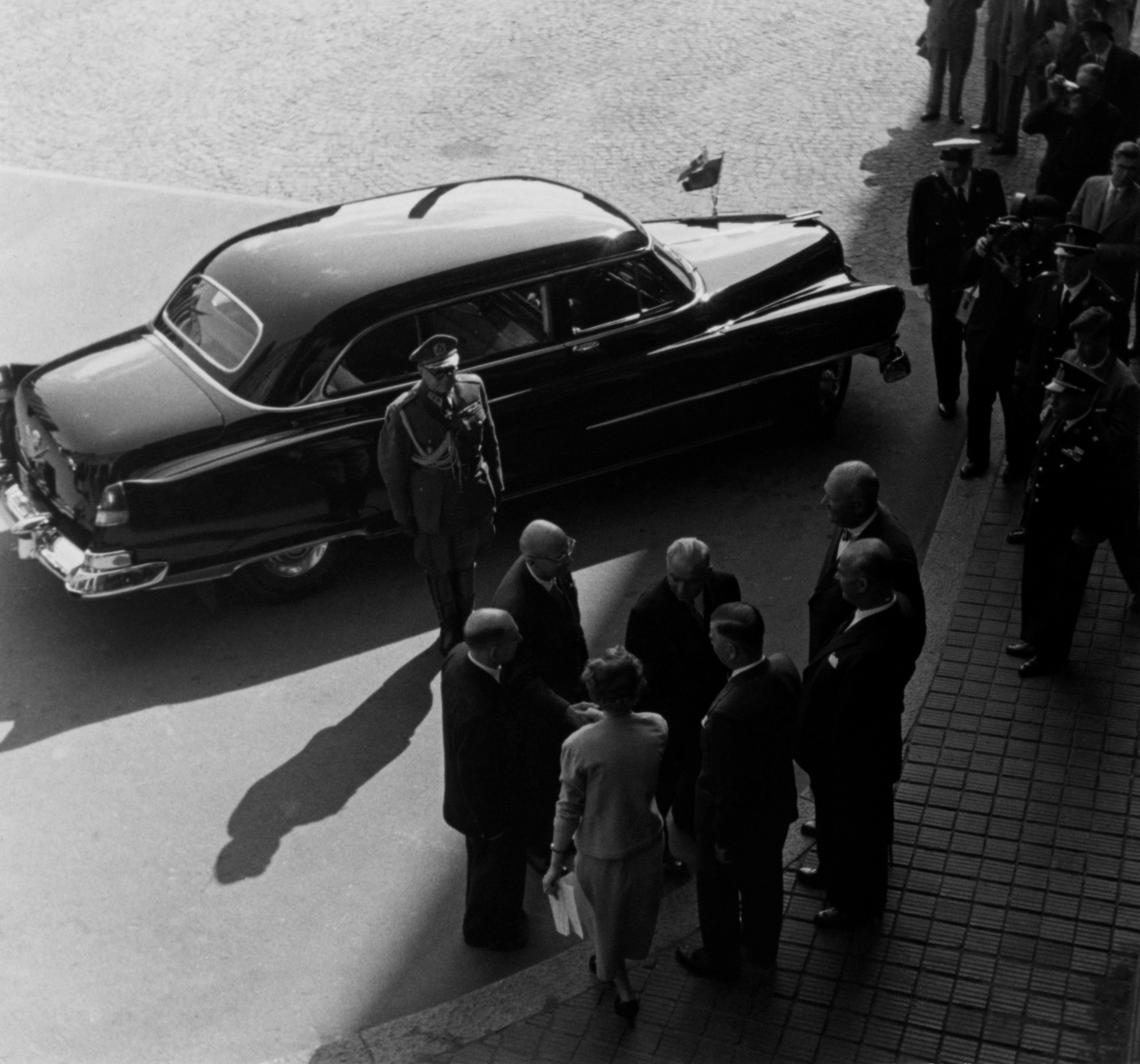
Vorošilov och Kekkonen Sörnäisissä (n. 1956)
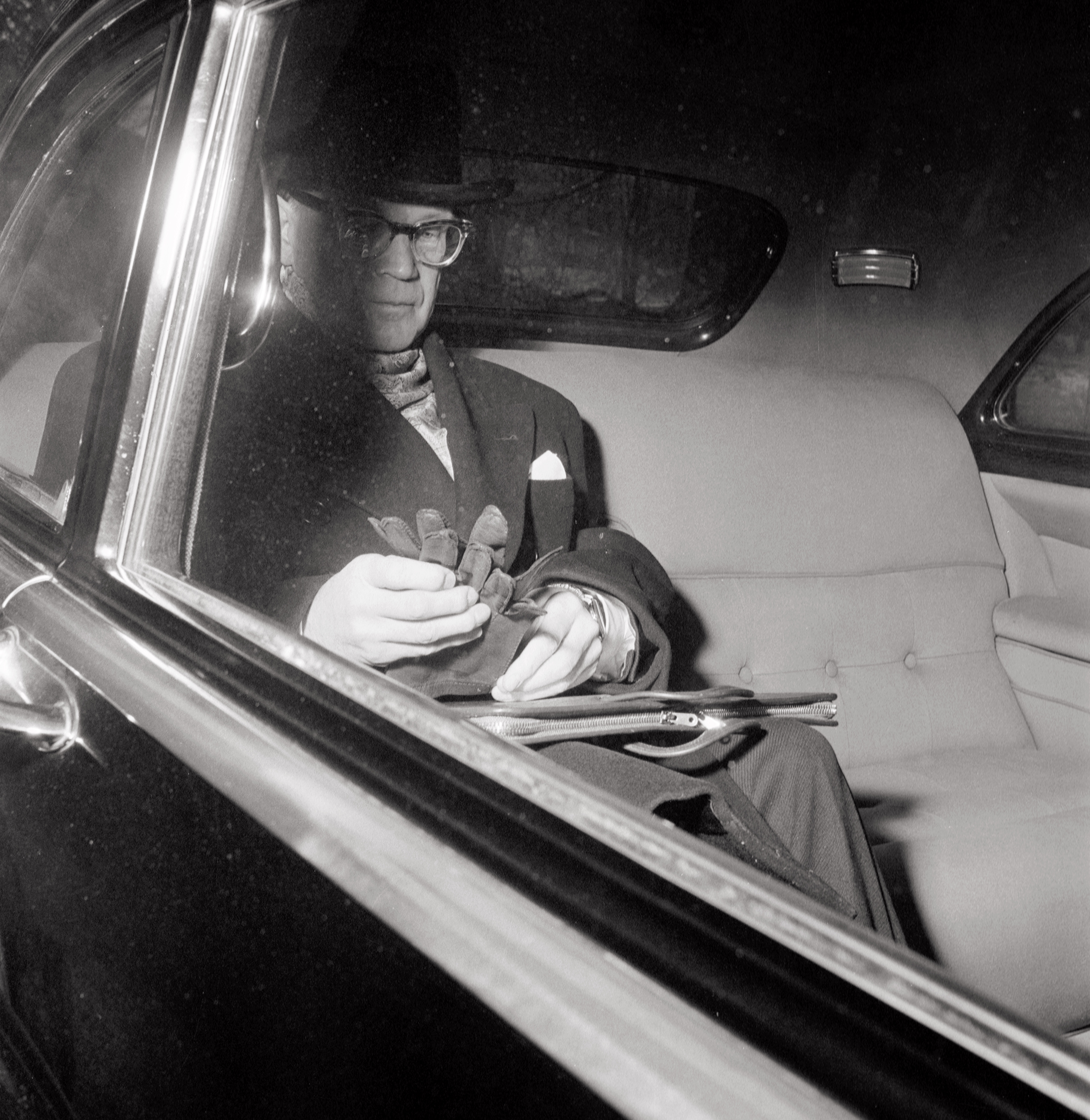
Kekkonen i sin tjänstebil (1956).
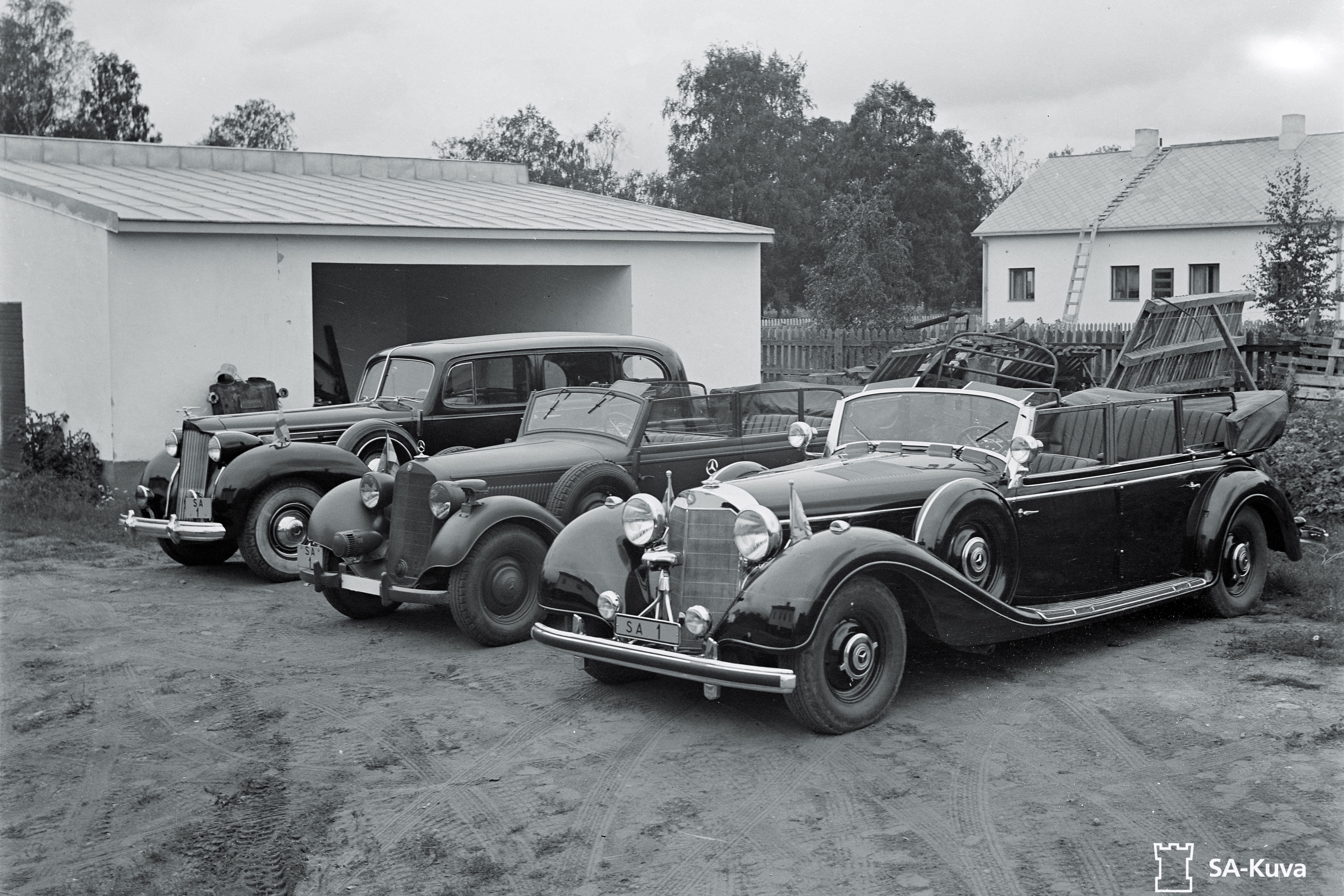
Hitlerin Mannerheims bilar (1942)
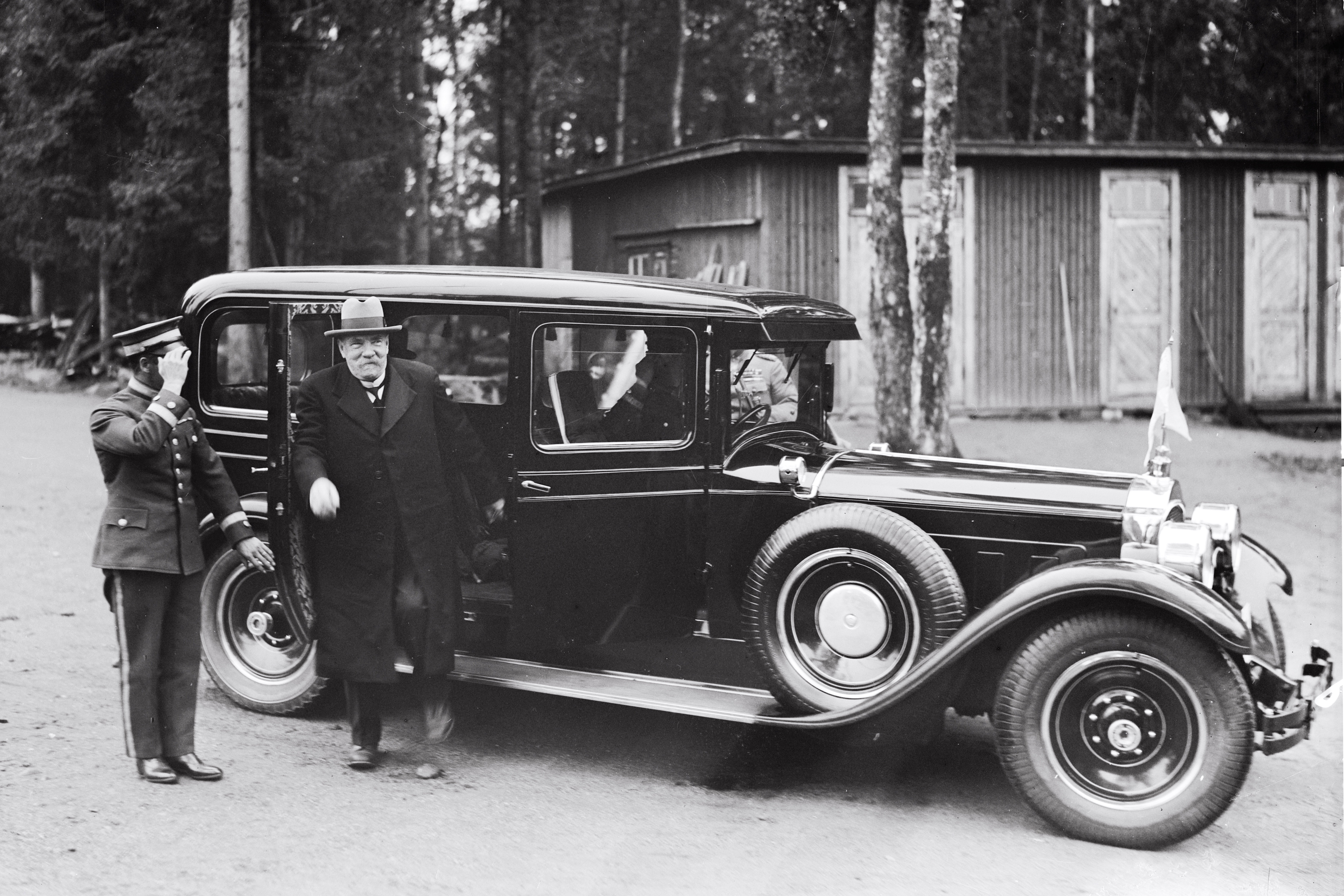
Svinhufvud saapuu suojeluskunnan ampumamestaruuskilpailuihin (1931)
"Presitentin Auto 1938 Anjala"
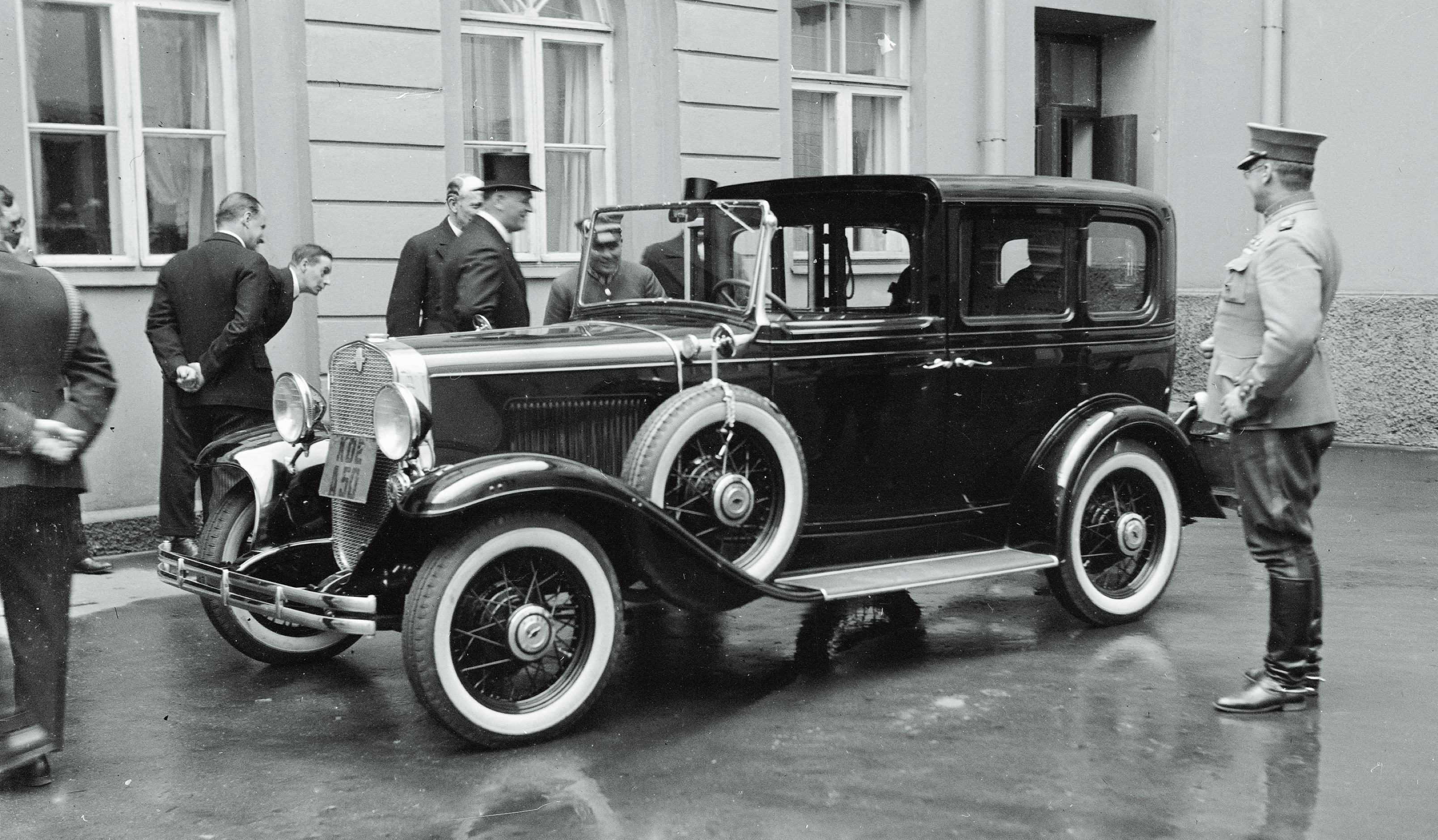
P. E. Svinhufvud hade en Chevrolet

## Kallor
1. ↑  ”Suomen tasavallan presidentti: Tiedotteet ja uutiset”. www.presidentti.fi. 14 juli 2023. https://www.presidentti.fi/halonen/public/default7d53.html?contentid=240619&nodeid=41416&contentlan=1&culture=fi-FI.